# Dartmouthdam
Dartmouthdam is een dam in de Mitta Mitta rivier in het noordoosten van Victoria, Australië. Achter de dam is een stuwmeer, het Dartmouthmeer. Hier wordt het smeltwater vastgehouden uit de Australische Alpen. In de droge zomermaanden passeert het water de dam en gaat verder stroomafwaarts naar Lake Hume om ten slotte in de Murray te stromen. Het water wordt naast irrigatiedoeleinden ook gebruikt voor de opwekking van elektriciteit. In de dam is een francisturbine opgesteld die een generator aandrijft met een vermogen van 180 megawatt (MW). De centrale is in handen van het nutsbedrijf AGL.

## Stroomgebied
Het gebied dat water naar de dam voert is zo’n 3600 km² groot en is slechts 0,3% van de het totale stroomgebied van de River Murray System, een gebied van 1 miljoen km² dat onder beheer staat van de Murray-Darling Basin Authority. Ondanks dit kleine oppervlak vertegenwoordigt dit zo’n 10% van de het totale debiet ofwel zo’n 1 km³.

## Beschrijving
In 1973 werd met de bouw begonnen en in 1979 was het werk kaar. De dam ligt op ongeveer 80 kilometer ten zuidoosten van Wodonga. Het vergde een investering van $ 139 miljoen. De bouwkosten werden gelijk verdeeld over de centrale regering, en de staten Victoria, New South Wales en Zuid-Australië omdat alle vier profiteren van de dam en haar rol in de watervoorziening in het Murray stroomgebied.
De kern van de dam is van niet waterdoorlatend zand en aan beide zijden van deze kern is rots gestort. De dam heeft een totaal volume van 14 miljoen m3. Hij is 180 meter hoog en is daarmee de hoogste in het land. Achter de dam wordt 3,9 km³ water vastgehouden. Als het meer helemaal vol is, staat het waterpeil op 486 meter boven de zeespiegel. Er zijn twee tunnels die het water naar de turbine voert, een hoge en een lage. De lage tunnel wordt alleen gebruikt als het waterpeil laag is. De centrale staat op 328 meter boven zeeniveau. Per jaar wordt gemiddeld zo’n 300 GWh aan elektriciteit geproduceerd, maar er zijn grote variaties afhankelijk van de seizoenen.
Rechts naast de dam ligt een overlaat om het teveel aan water af te voeren. De overlaat ligt op de plaats waar het materiaal voor de bouw van de dam werd weggehaald. Aan de top is de overlaat 82 meter breed en de kruin ligt 486 meter boven de zeespiegel. Onderaan is de overlaat 300 meter breed. Sinds 1973 is het slechts in vier jaar voorgekomen dat een teveel aan water via de overlaat is afgevoerd.

## Ongeval en overstromingen
In mei 1990 werd de turbine zwaar beschadigd door twee stalen balken die waren afgebroken en in de inlaatpijp van de turbine terechtkwamen. De balken richtten veel schade aan en de gewone waterafvoer was geblokkeerd. Met het voorjaar op komst heeft men geprobeerd het water gecontroleerd met pijpleidingen over de dam af te voeren, maar er was te veel water waardoor het smeltwater uiteindelijk over de dam naar beneden stroomde. Na herstelwerkzaamheden werd de centrale in 1993 weer volledig in gebruik genomen.
Zelfs als alles werkt is er gevaar dat water over de dam stroomt. Sinds de opening is het zes maal voorgekomen, drie maal in 1990, 1992, 1993 en in oktober 1996. In oktober 2012 was het meer voor 99% gevuld en dreigde dit weer te gebeuren. Stroomt het water over de dam, dan wordt de centrale stilgelegd om overstromingen te voorkomen.